# Estado da Califórnia v Turner
Estado da Califórnia x Turner, formalmente The People of the State of California v. Brock Allen Turner (2015), foi um caso criminal em que Brock Allen Turner foi condenado, por julgamento com júri, por três acusações de crime de agressão sexual.
A 18 de janeiro de 2015, no campus da Universidade de Stanford, Turner, então um estudante atleta de 19 anos em Stanford, agrediu sexualmente Chanel Miller, de 22 anos (referida nos documentos judiciais como "Emily Doe" ), enquanto ela estava inconsciente.    Dois estudantes de pós-graduação suecos intervieram e mantiveram Turner preso até a chegada da polícia. Turner foi preso e libertado no mesmo dia após pagar uma fiança de 150.000 dólares americanos.
Turner foi inicialmente indiciado por cinco acusações: duas por violação, duas por agressão sexual criminosa e uma por tentativa de violação, embora as duas acusações de violação tenham sido posteriormente retiradas. A 2 de fevereiro de 2015, Turner declarou-se inocente de todas as acusações. O julgamento foi concluído a 30 de março de 2016, com Turner condenado por três acusações de crime de agressão sexual. A 2 de junho de 2016, o juiz do Tribunal Superior do Condado de Santa Clara, Aaron Persky, condenou Turner a seis meses de prisão, seguidos de três anos de liberdade condicional. Além disso, Turner foi obrigado a registar-se como agressor sexual para o resto da vida e a completar um programa de reabilitação para agressores sexuais.
A 2 de setembro de 2016, Turner foi libertado após cumprir três meses, metade da pena, por bom comportamento. Em dezembro de 2017, Turner recorreu da sentença. No entanto, o seu recurso foi recusado a 8 de agosto de 2018. 
A declaração de impacto da vítima de Chanel Miller ao tribunal, a 2 de junho de 2016, foi amplamente divulgada pela mídia internacional. Também houve críticas generalizadas ao que foi visto como uma sentença leve proferida pelo juiz Persky, e ele foi destituído pelos eleitores do condado em junho de 2018. O caso influenciou a legislatura da Califórnia a exigir penas de prisão para violadores cujas vítimas estavam inconscientes e a incluir a penetração digital na definição de violação.  Em setembro de 2019, Miller abriu mão do anonimato e lançou uma autobiografia intitulada Know My Name: A Memoir, na qual ela discute a agressão, o julgamento e as consequências do mesmo.

## História
Brock Allen Turner nasceu a 1 de agosto de 1995, em Dayton, Ohio. Ele formou-se na Oakwood High School em 2014. No momento da sua prisão, Turner era um caloiro de 19 anos na Universidade de Stanford, tendo ganho uma bolsa de natação.
Antes da sentença, a Procuradoria apresentou um memorando ao tribunal descrevendo o histórico de uso de drogas e álcool de Turner em Stanford e no ensino médio. Contou que a polícia encontrou fotos e mensagens no celular de Turner que indicavam o uso extensivo de drogas, incluindo LSD, ecstasy, extratos de marijuana e consuemo excessivo de álcool. Turner foi preso em 2014 por posse de álcool quando era menor de idade.
Pelas convenções dos tribunais da Califórnia e da mídia dos EUA, a mulher que Turner agrediu foi identificada como "V01" no relatório policial redigido sobre o incidente, "Jane Doe" na acusação,  e "Emily Doe"  e "Jane Doe 1" por jornais locais e regionais, incluindo o San Jose Mercury News, o Stanford Daily e o Palo Alto Weekly. No momento do ataque, Doe era uma ex-aluna de 22 anos de outra faculdade. 

## A agressão

### Apanhado em flagrante
Dois estudantes suecos de pós-graduação, Peter Lars Jonsson e Carl-Fredrik Arndt, estavam a andar de bicicleta no campus de Stanford por volta da 1 da manhã, do dia 18 de janeiro de 2015, quando viram a agressão a ocorrer. De acordo com Arndt e Jonsson, eles surpreenderam Turner atrás de uma lixeira quando ele estava em cima de uma mulher inconsciente, cujo vestido tinha sido puxado para cima, expondo os seus órgãos genitais, e as suas cuecas e telemóvel foram deixados ao lado dela. Jonsson e Arndt viram Turner empurrar os seus quadris para a mulher, que os dois homens observaram parecer inconsciente. Jonsson testemunhou que confrontou Turner e perguntou: "Que raio é que estás a fazer? Ela está inconsciente." De acordo com Jonsson, Turner levantou-se rapidamente e tentou fugir do local. Enquanto Arndt tentava determinar se ela estava a respirar, Jonsson perseguiu Turner, e segurou-o no chão, a cerca de 75 pés (23 m) da lixeira, perguntando "Porque estás a sorrir?"  Mais tarde, respondendo às perguntas do Procurador assistente durante o julgamento, Turner testemunhou que estava a rir porque achou a situação ridícula. Arndt juntou-se então à perseguição, ajudando a prender Turner enquanto um terceiro espetador chamava os delegados do xerife. Quando as autoridades chegaram,  prenderam Turner sob suspeita de tentativa de violação.
Segundo um vice-xerife que descreveu a vítima como inconsciente no local, ao chegar ao hospital ela não respondeu aos gritos e ao sacudir de ombros. Ela recuperou a consciência às 4:15 da manhã. Mais tarde, ela testemunhou no julgamento de Turner que, no momento em que recuperou a consciência, tinha agulhas de pinheiro no cabelo e no corpo, e sangue seco nas mãos e cotovelos. Em entrevista à polícia, ela disse não se lembrar de ter ficado sozinha com um homem durante a noite e afirmou não consentir em qualquer atividade sexual. No hospital, a vítima apresentava escoriações e eritema (vermelhidão) na pele. Uma enfermeira que administrou um exame de resposta a violência sexual no hospital determinou que ela tinha sofrido trauma significativo (lesões físicas, hematomas, etc.) e trauma penetrante (ferimentos perfurantes e cortantes). 
Turner e a vítima compareceram numa festa na fraternidade Kappa Alpha Order no início da noite. A irmã da vítima testemunhou no julgamento que Turner, um homem até então desconhecido para ela, a abordou duas vezes e tentou beijá-la, mas ela afastou-se. Ela também testemunhou que nunca viu Turner e a vítima interagirem na festa. De acordo com um relatório policial compilado na manhã a seguir ao incidente, Turner disse inicialmente à polícia que encontrou a vítima fora da casa da fraternidade e saiu com ela. Ele também afirmou que não sabia o nome dela e "afirmou que não seria capaz de reconhecê-la se a visse novamente."
Após a sua prisão, Turner disse à polícia que conheceu a vítima na casa Kappa Alpha, e que eles “beberam cerveja juntos”, “saíram da casa de mãos dadas” e que ele tirou a roupa dela e a acariciou enquanto ela esfregava as suas costas. Turner então disse que ficou com náuseas e que precisava vomitar. Turner disse que se levantou e começou a afastar-se para vomitar, e ouviu outra pessoa a dizer algo que ele não conseguia entender, depois ouviu a mesma pessoa a conversar com outra pessoa numa língua estrangeira. Turner inicialmente negou, mas depois admitiu que fugiu dos dois estudantes suecos de pós-graduação antes de ser apanhado. Durante o seu depoimento no julgamento, Turner afirmou que ele e a vítima beberam cerveja juntos, dançaram e trocaram beijos na festa e concordaram em voltar para o seu quarto. Turner afirmou que a vítima escorregou numa encosta atrás de um barracão de madeira, então Turner baixou-se e começou a beijar a vítima. Turner afirmou que perguntou então se ela queria que ele a "tocasse", ao que ela disse que sim. Ele afirmou que “tocou” nela por um minuto enquanto eles estavam aos beijos, e depois começaram a “transar a seco”. Turner testemunhou que tropeçou numa ladeira onde foi confrontado por Jonsson e Arndt, que diziam coisas como "És doente" e "Achas que isso é correto?" Turner testemunhou que não sabia do que estavam a falar. Turner afirmou que fugiu quando Jonsson tentou prendê-lo com recurso a uma chave de braço.
Tanto a Procuarador Alaleh Kianerci, quanto a vítima, afirmaram que a narrativa de Turner durante o depoimento no julgamento foi fabricada. Kianerci argumentou ao júri: "Ele é capaz de escrever o que aconteceu porque ela não tem memória. Mas só porque ele escreveu os acontecimentos não significa que jurados experientes tenham que acreditar." A vítima descreveu o testemunho de Turner como apresentando "uma nova história estranha, [que] quase parecia um romance para jovens adultos mal escrito".

### Álcool
Nas suas declarações, Turner inicialmente descreveu ter bebido cinco cervejas Rolling Rock  e dois goles de uísque Fireball no quarto de um amigo, e depois beber cerveja outra vez mais tarde, chegando a um total de nove bebidas. 
Testado algum tempo depois da sua prisão, o teor de álcool no sangue de Turner foi estimado em 0,171% à 1 hora da manhã. Ele testemunhou que se lembrava do que aconteceu naquela noite. A concentração de álcool no sangue de Emily Doe foi medida num hospital várias horas após a agressão em 0,12%, e os médicos estimaram o seu nível de intoxicação à mesma hora de Turner, o horário estimado da agressão, em cerca de 0,22%, ou 0,242–0,249%. Ela disse à polícia que não se lembrava dos acontecimentos desde a sua chegada à festa até acordar mais de três horas depois no hospital. Pouco antes da uma da manhã, Doe telefonou para o namorado e deixou uma mensagem de voz, que mais tarde seria registada como prova pela Procuradoria. O Palo Alto Weekly descreveu-o como "quase totalmente incompreensível"; mais tarde, um jurado citou isso como uma evidência particularmente forte de que ela não estava em condições de dar consentimento.
As estimativas do nível de álcool no sangue de Turner e Doe, por volta da 1 hora da manhã, foram feitas por um criminalista supervisor do condado de Santa Clara usando situações nominalmente hipotéticas.
Turner admitiu ter apenas experiência anterior limitada com álcool como um suposto fator atenuante. No entanto, as provas recuperadas das mensagens de texto do seu telemóvel, gravadas no ano anterior à sua detenção em 2015, mostraram que ele tinha discutido extensivamente o seu uso de álcool. As suas mensagens de texto também revelaram o uso de drogas ilegais.  Em 2014, Turner foi preso no campus por beber enquanto era menor.

### Consciência
Doe relatou que a sua última lembrança era por volta da meia-noite e que ela não se lembrava de chamadas para a sua irmã e amiga da irmã feitas logo depois disso. Um paramédico que respondeu à chamada disse que Doe não respondeu ao teste de “agitar e gritar”, mas que abriu os olhos quando ele beliscou as suas unhas. Quando Doe vomitou no local antes de ser levada pela ambulância, ela conseguiu tossir e cuspir o vómito sozinha, sem ajuda. Num relatório de 19 de janeiro, o paramédico avaliou-a como 11 em 15 na Escala de Coma de Glasgow.

### ADN
O criminalista do condado de Santa Clara, Craig Lee, testemunhou que o DNA de Doe foi encontrado sob as unhas das mãos esquerda e direita de Turner e numa parte do seu dedo direito. O teste de Lee não mostrou quando o DNA foi depositado e não conseguiu dizer se era sangue, mas ele disse que se assemelhava a sangue. Doe testemunhou que acordou com sangue seco nas mãos e cotovelos.

## Respostas oficiais
Turner retirou-se de Stanford logo após o incidente, em vez de enfrentar um processo disciplinar. A 20 de janeiro – dois dias após a sua prisão – Stanford anunciou que Turner tinha sido banido do campus. A 6 de junho, logo após a sentença de Turner, Stanford anunciou que, duas semanas após o incidente, tinha conduzido uma investigação interna que levou Turner a ser proibido de voltar a pisar o campus – a sanção disciplinar mais severa que se pode impor a um estudante.
Turner tinha aspirações de nadar pela Seleção dos EUA nas Olimpíadas de 2016, mas a USA Swimming declarou a 6 de junho que não seria elegível para adesão caso tentasse candidatar-se novamente. A 10 de junho, a USA Swimming reiterou que havia banido Turner para sempre sob a sua política de tolerância zero para má conduta sexual. Esta decisão acabou com a carreira competitiva de natação de Turner; as competições sancionadas nos Estados Unidos, incluindo as seletivas olímpicas, são abertas apenas aos membros de natação da Seleção dos EUA.

## Acusação
A 28 de janeiro de 2015, Turner foi indiciado por cinco acusações: 
1. violação de uma pessoa embriagada
2. violação de uma pessoa inconsciente
3. penetração sexual (por um objeto estranho) de uma mulher inconsciente
4. penetração sexual (por um objeto estranho) de uma mulher intoxicada
5. agressão com intenção de cometer violação

Estas foram resumidas como “duas acusações de violação, duas acusações de penetração e uma acusação de agressão com intenção de violar”. As duas acusações formais de violação sob a lei estadual da Califórnia foram retiradas numa audiência preliminar a 7 de outubro de 2015, depois de testes de ADN não revelarem nenhuma evidência genética de contato genital com genital. A 7 de março de 2016, The People apresentou moções em Limine And Witness List, que delineou as diretrizes de evidências permitidas para o julgamento.  O julgamento começou a 14 de março de 2016.

## Sentença
A 30 de março de 2016, Turner foi considerado culpado de três crimes: agressão com intenção de violar uma mulher intoxicada, penetração sexual numa pessoa intoxicada com um objeto estranho e penetração sexual numa pessoa inconsciente com um objeto estranho.
Os Procuradores recomendaram que Turner recebesse uma pena de prisão de seis anos com base no propósito da ação, no esforço para esconder essa atividade e o seu estado de embriaguez. Os funcionários da liberdade condicional do condado de Santa Clara, incluindo a sua oficial de liberdade condicional, Monica Lassettre, recomendaram que Turner recebesse uma sentença de prisão "moderada" do condado com liberdade condicional formal com base na falta de antecedentes criminais, juventude e indicação de remorso de Turner. O relatório de liberdade condicional não mencionou o relato de outra mulher que disse ter ficado chateada com os avanços físicos indesejados de Turner numa festa da Kappa Alpha, oito dias antes do crime acusado. Este relatório estava presente nos autos do julgamento.
A 2 de junho de 2016, o juiz Aaron Persky sentenciou Turner a seis meses na prisão do condado de Santa Clara, seguidos de três anos de liberdade condicional. Após três meses de prisão, Turner foi libertado, a 2 de setembro de 2016. Ele está permanentemente registado como agressor sexual e foi obrigado a participar num programa de reabilitação de agressores sexuais.

## Reação

### Polémica sobre a sentença
Os procuradores e defensores dos direitos das vítimas criticaram a sentença de Persky como branda e tendenciosa. O próprio Persky foi estudante e capitão da equipa de lacrosse na Universidade de Stanford.
Nancy Brewer, defensora pública assistente aposentada do condado de Santa Clara, descreveu Persky como sendo respeitado tanto pelos procuradores quanto pelos defensores, afirmando que ele era visto como um juiz justo que não é brando com o crime ou um juiz que daria sentenças brandas. Brewer disse que Persky avaliou cuidadosamente as evidências e deu o que considerou uma sentença justa e apropriada ao caso, com base no relatório de investigação pré-sentença do Departamento de Liberdade Condicional do Condado de Santa Clara. O advogado e analista jurídico de mídia Danny Cevallos disse: "[o juiz] é absolutamente obrigado a considerar muito seriamente o relatório [do departamento de liberdade condicional]" e observou que o código penal da Califórnia permite que um juiz se afaste do mínimo legal (dois anos) após considerar a falta de antecedentes criminais do réu e o efeito do encarceramento. Cevallos acreditava que, embora a sentença fosse branda, o histórico limpo anterior de Turner tornava-o num candidato à sentença mínima.
O vice-defensor público Sajid Khan não considerou a sentença branda e observou que "Turner será registado como criminoso sexual para o resto da vida e, se violar a sua liberdade condicional, poderá ir para a prisão por 14 anos". Khan afirmou ainda que "a reputação de Persky entre os defensores públicos (um grupo intimamente sintonizado com as desigualdades raciais no tribunal) é a de um jurista imparcial", dizendo: "Ninguém foi capaz de citar um exemplo dele até agora onde um cliente minoritário em situação semelhante foi tratado com severidade por ele. Apreciamos... a compreensão do juiz sobre a humanidade de Brock Turner... e gostaríamos que qualquer juiz fizesse o mesmo pelos nossos clientes." Da mesma forma, outros juízes em exercício (estaduais e federais) e comentadores jurídicos defenderam a decisão de Persky, observando que a sentença pode, na sua opinião, ser desproporcional devido às consequências vitalícias de uma condenação criminal e registo de agressor sexual, e apelaram à Ordem dos Advogados do Estado da Califórnia para proteger a independência do judiciário.   
O pai de Turner protestou contra a sentença de prisão solicitada pelo promotor, dizendo "[A sentença] é um preço alto a pagar por 20 minutos de ação nos seus mais de 20 anos de vida." O promotor distrital do condado de Santa Clara, Jeffrey F. Rosen, criticou a carta do pai de Turner ao tribunal, dizendo que reduzia uma agressão sexual brutal a "20 minutos de ação".

### Repercussões para o juiz

#### Persky destituído
Embora não tenha enfrentado nenhuma oposição nas eleições realizadas cinco dias após a sentença, Persky enfrentou uma campanha para a sua destituição.  Petições online pedindo a remoção de Persky atraíram mais de um milhão de assinaturas até 10 de junho de 2016.  A professora Michele Dauber, da Faculdade de Direito de Stanford e defensora de longa data da agressão sexual no campus,  que também é amiga da família da vítima, liderou o Comité para Revogar o Juiz Persky. O Comité planeou reunir assinaturas no condado de Santa Clara para forçar uma votação revogatória em novembro de 2017.  Um pedido de injunção de Persky atrasou essa iniciativa. O gabinete do Procurador-Geral da Califórnia apoiou a propriedade da aprovação da petição pelo cartório de eleitores do condado para permitir que a destituição fosse adiante. A equipa jurídica de Persky argumentou que, como ele era um funcionário estadual, apenas o Secretário de Estado da Califórnia tinha autoridade para aprovar a sua aceitação. A votação revogatória exigiu a junção de 90.000 assinaturas verificadas.  Persky pagou 30.000 dólares americnaos à empresa de Brian Seitchik para liderar a oposição à destituição.  Um juiz aposentado que mora em Santa Cruz ouviu o pedido de injunção de Persky para impedir a revogação da eleição e aprovo-o.  Os pedidos de revogação receberam apoio do deputado Ted Poe (R-Texas), que falou na Câmara dos Representantes dos Estados Unidos para condenar a sentença de Turner como muito branda e para pedir a remoção de Persky.
A medida para destituir Persky foi contestada pela defensora pública do Condado de Santa Clara, que disse estar "alarmada com a histeria" sobre a sentença de Turner. Um grupo de 70 defensores públicos apresentou uma petição em apoio a Persky, alertando contra o "encarceramento em massa" provocado por legislaturas estaduais ou juízes indiscretos, e temendo que a reação contra Persky pudesse prejudicar os seus clientes (principalmente africanos e latinos pobres), obrigando os juízes a dar sentenças duras. O vice-defensor público Sajid Khan escreveu "em vez de usar esquemas de punição robóticos e de tamanho único, queremos que os juízes, como o juiz Persky, se envolvam em determinações ponderadas, caso a caso, individualizadas da sentença apropriada para um crime específico e um infrator específico." O promotor distrital do condado de Santa Clara, Jeff Rosen, cujo escritório processou Turner e não recorreu da sentença, declarou: "Embora eu discorde veementemente da sentença que o juiz Persky emitiu no caso Brock Turner, não acredito que ele deveria ser removido do seu cargo de juiz", acrescentando: "A independência judicial é uma parte crítica do sistema de justiça dos EUA. O imenso poder que vem com a independência judicial também vem com a responsabilidade perante as pessoas que servimos."
Danny Cevallos afirmou que os juízes desfrutam de um mínimo de independência da pressão pública e "não há motivos aparentes para impeachment ou alegações de má conduta judicial, com base apenas nesta sentença". Cevallos disse que o movimento de revogação “levanta a questão: a destituição dos juízes é boa para o espírito do sistema judiciário, especialmente quando a única transgressão do juiz é uma sentença legal” onde ele aplicou corretamente a lei. A Ordem dos Advogados do Condado de Santa Clara divulgou um comunicado dizendo que a remoção de Persky seria uma "ameaça à independência judicial" e tem unicamente em conta apenas um dos seus 13 anos de decisões, dizendo que não vê "nenhuma afirmação confiável de que, ao emitir a sentença, o juiz Persky violou a lei ou suas obrigações éticas ou agiu de má-fé”. Da mesma forma, outros juízes (estaduais e federais) e comentadores jurídicos defenderam a decisão de Persky, observaram que a sentença poderia, em sua opinião, ser desproporcional devido às consequências vitalícias de uma condenação criminal e registo de agressor sexual, e apelaram à Ordem para proteger a independência do poder judicial.   
Em junho de 2016, pelo menos dez possíveis jurados recusaram-se a servir num julgamento por posse de propriedade roubada onde Persky presidia, citando a sentença de Turner pelo juiz como motivo. Na semana seguinte, Rosen apresentou uma moção peremptória de recusa num caso em que Persky presidiria o julgamento criminal de uma enfermeira cirúrgica acusada de agressão sexual por supostamente tocar nos órgãos genitais de um paciente sob sedação. Rosen classificou a sua decisão de remover o juiz do caso como "um passo raro e cuidadosamente considerado pelo nosso escritório".
Como resultado da reação após a sua sentença, Persky pediu para não ouvir mais nenhum caso criminal e foi transferido para a Divisão Civil do sistema judiciário da Califórnia. 
O Cartório Eleitoral do Condado de Santa Clara, a 24 de janeiro de 2018, confirmou que foram verificadas assinaturas suficientes para colocar a revogação na cédula. Foram apresentadas 94.539 assinaturas, das quais apenas uma fração foi verificada para atingir o total necessário para se qualificar.  A questão da revogação estava na cédula das eleições estaduais a 5 de junho de 2018.  A Comissão de Desempenho Judicial da Califórnia concluiu que Persky não abusou do seu poder discricionário. Ele foi apoiado por dezenas de professores de direito, juízes aposentados e pela Ordem dos Advogados de Santa Clara. Ele manteve a sua sentença, dizendo que foi injustamente considerado a “cara da violação” pelos defensores da revogação. Ao mesmo tempo, ele admitiu: "Há uma profunda frustração subjacente entre as vítimas reais de agressão sexual e as mulheres em geral sobre o sistema de justiça criminal não levar a sério a agressão sexual e a violência doméstica. É um problema muito genuíno e importante." "A paixão é autêntica, o fim é justificado, vamos aumentar as denúncias de violência sexual. Vamos fazer uma reforma da justiça criminal onde for inteligente fazê-lo”. Numa conferência de imprensa em maio de 2018, Persky comparou a sua sentença proferida no caso Turner com a de Brown v Conselho de Educação.    
Numa entrevista, em 18 de maio de 2018, Persky afirmou que não se arrependia e que decidiria exatamente da mesma forma neste caso. 
Duas mulheres, Cindy Hendrickson, Procuradora assistente do condado de Santa Clara, e Angela Storey, advogada civil, compareceram à votação para assumir a posição de Persky no caso de a sua destituição ser bem-sucedida.  Storey opôs-se à revogação por princípio. Quando os resultados das eleições estavam a ser tabulados e indicavam que Persky seria destituído, o professor Dauber afirmou: "A votação de hoje... é um voto contra a impunidade para infratores de alto estatuto de violência doméstica e violência sexual." Hendrickson venceu a eleição para ocupar o lugar de Persky.  Persky deixou o banco e Hendrickson tomou posse dez dias após a certificação dos resultados da eleição.  Nas eleições primárias de 5 de junho de 2018, quase 200.000 eleitores do condado de Santa Clara compareceram, votando pela remoção de Persky por 61,51% a 38,49%, uma margem de mais de 23%. Persky foi o primeiro juiz a ser destituído pelos eleitores na Califórnia em 86 anos e o primeiro nos Estados Unidos desde 1977. 
Em 2023, a professora da Faculdade de Direito de Harvard, Rebecca Richman Cohen, produziu o pequeno documentário The Recall: Reframed explorando as consequências não intencionais da destituição do juiz Aaron Persky, que ocorreu no auge do movimento #MeToo em 2018. O filme cita o caso Turner para criticar a exigência de sentenças duras para lidar com a violência sexual, que Cohen diz que afeta desproporcionalmente as pessoas de classe baixa e de cor. 

#### Persky condenado a pagar honorários
O secretário do condado teve 28 dias para certificar os resultados da eleição revogatória, dez dias após os quais Hendrickson ocuparia o lugar de Persky no banco. Persky foi condenado a pagar 161.000 dólares americanos em restituição pelas ações judiciais que moveu contra a revogação. Ele conseguiu mais de 135.000 dólares americanos em doações do público para cobrir os honorários advocatícios, depois de os 840.000 dólares americanos arrecadados anteriormente chegaram ao fim.

#### Revisitação de caso civil anterior de alegada violação
Em 2011, Persky presidiu um processo civil contra vários membros da equipa de beisebol da Universidade De Anza, que foram acusados pela queixosa "Jane Doe" de violar coletivamente, a então menor de idade, enquanto ela estava inconsciente, até que outro participante da festa ouviu o a comoção e interveio. O julgamento civil ocorreu depois de a Procuradora Distrital se recusar a processar um caso criminal, por considerar que faltavam provas. Durante o julgamento civil, Persky decidiu que o júri deveria ter permissão para ver fotos da queixosa tiradas numa outra festa a que ela compareceu aproximadamente um ano após a suposta violação coletiva, de acordo com a alegação da defesa de que esta evidência contradizia as alegações da autora de sofrer de stresse pós-traumático. O júri considerou os réus inocentes.
Após a sentença de Turner em 2016, os advogados da queixosa no caso De Anza criticaram Persky por permitir que as fotos fossem provas. Os advogados de Doe disseram que as fotografias não eram a única evidência que Persky permitiu injustamente. Quatro dos jogadores de beisebol invocaram os direitos da Quinta Emenda de não se autoincriminarem durante a fase de descoberta do litígio. De acordo com um advogado de Doe, esse foi um momento crítico: impediu a sua equipa jurídica de obter provas que os poderiam ter ajudado a prosseguir o seu caso. O juiz original do caso decidiu em 2010 que os réus poderiam recusar-se a testemunhar, mas isso significava que seriam proibidos de testemunhar posteriormente no caso. Essa proibição foi levantada por Persky depois de ele assumir o julgamento em 2011, uma medida que os advogados de Doe dizem ter prejudicado seu caso.

## Declarações

### Declarações do réu
Após o veredito de culpado, Turner disse ao oficial de condicional que o encontro foi consensual. Ele também deu uma declaração de 11 páginas ao juiz, que disse ter recebido consentimento verbal da mulher antes de ela desmaiar.
Segundo o depoimento de Turner, ele e a mulher beberam, dançaram e beijaram-se na festa. Por volta da meia-noite, segundo Turner, ele perguntou se ela gostaria de voltar para o dormitório dele e ela disse que sim. Ele alegou que ela se tinha escondido atrás de um barracão de madeira, e então ele sentou-se no chão com ela e envolveram-se em atividades sexuais consensuais, até ele sentir náuseas e se afastar para vomitar.
Turner declarou: "Debilita-me pensar que minhas ações causaram a ela um stresse emocional e físico que é completamente injustificado e injusto."

### Declarações de impacto da vítima

#### Publicação do BuzzFeed
No dia 2 de junho de 2016, Doe leu em voz alta uma declaração de 7.138 palavras sobre o impacto da vítima na fase de sentença do julgamento. O New York Times descreveu a declaração como um " cri de coeur contra o papel do privilégio no julgamento e a forma como o sistema legal lida com a agressão sexual." A 3 de junho de 2016, Palo Alto Online e BuzzFeed publicaram a declaração completa de Doe. A publicação do BuzzFeed rapidamente se tornou viral, alcançando mais de 8 milhões de visualizações em três dias, impulsionada pela partilha generalizada nas redes sociais. 
Numa declaração, ela detalhou os efeitos negativos que Turner teve na sua vida: “Você tirou o meu valor, a minha privacidade, a minha energia, o meu tempo, a minha segurança, a minha intimidade, a minha confiança, a minha própria voz, até hoje." A declaração também detalhou o efeito sobre a capacidade de Doe de permanecer no seu emprego de tempo integral, o qual ela deixou depois "porque continuar o dia a dia não era possível."
A declaração de Doe também descreveu a sua experiência no hospital e a descoberta de que estava a ser tratada para agressão sexual: "A próxima coisa de que me lembro é que estava numa maca num corredor. Eu tinha sangue seco e pensos nas costas das mãos e no cotovelo... O meu cérebro estava a tentar convencer o meu instinto a não entrar em colapso. Porque o meu instinto estava a dizer, ajudem-me, ajudem-me." Doe expressa gratidão ao "estagiário que me fez papas de aveia quando acordei no hospital naquela manhã, ao polícia que esperou ao meu lado, às enfermeiras que me acalmaram, ao detetive que me ouviu e nunca me julgou, aos meus defensores que permaneceram inabaláveis ao meu lado, ao meu terapeuta que me ensinou a encontrar coragem na vulnerabilidade."
A declaração articulava que a “classe social” não deveria ser considerada na frase: “O fato de Brock ser um atleta estrela numa universidade de prestígio não deve ser visto como um direito à clemência, mas como uma oportunidade de enviar uma forte mensagem cultural de que agressão sexual é contra a lei, independentemente da classe social”. Doe também discordou da avaliação do oficial de condicional de que Turner tinha demonstrado remorsos, afirmando que Turner não demonstrou remorso genuíno e este foi um fator para a sua raiva pela breve sentença.

#### Libertado pelo condado de Santa Clara
A declaração da vítima foi posteriormente divulgada formalmente pelo condado de Santa Clara e foi divulgada pela mídia nacional e internacional, incluindo The Washington Post, CBS News, Los Angeles Times, Time, The Mercury News, Cosmopolitan e The Guardian do Reino Unido. A carta tornou-se viral, partilhada mais de 11 milhões de vezes em quatro dias. A pivô da CNN, Ashleigh Banfield, leu a maior parte da declaração em voz alta durante um segmento de 20 minutos do Legal View da CNN.

#### Leitura no Congresso dos EUA
No dia 15 de junho de 2016, um grupo bipartidário de dezoito membros da Câmara dos Representantes revezaram-se na leitura da declaração no plenário da Câmara.   A deputada Jackie Speier organizou a leitura para aumentar a consciencialização sobre a agressão sexual e para promover a sua legislação sobre agressão sexual nos campus. A deputada Ann McLane Kuster, democrata de New Hampshire, disse que a notícia do ataque a levou a identificar-se como vítima de agressões sexuais e a concentrar os esforços legislativos no problema. O deputado Paul Gosar, republicano do Arizona, disse: "As pessoas precisam de aprender com isto... Isso deveria ser importante para todos." Cheri Bustos afirmou a necessidade de mais mulheres em casa trazerem a questão da agressão sexual para primeiro plano.
O então vice-presidente Joe Biden escreveu a Doe uma carta aberta intitulada "Uma carta aberta a uma jovem corajosa", que dizia em parte: "Estou cheio de uma raiva furiosa - tanto por isto ter acontecido com você, quanto pela nossa cultura ser tão débil ao ponto de a ter colocado na posição de ter que defender o seu próprio valor."

### Declarações do Procurador
O Procurador Distrital do condado de Santa Clara, Jeffrey F. Rosen, afirmou que "a punição não se ajusta ao crime". Rosen descreveu Turner como um "criminoso predador" e afirmou que ele "falhou em assumir a responsabilidade, falhou em demonstrar remorsos e falhou em dizer a verdade", e acrescentou: "Violação no campus não é diferente de violação fora do campus. Violação é violação. E vou processá-lo como tal."

### Declaração do jurado
Um jurado que se autodenomina "Um Jurado Preocupado" disse que esta foi a sua primeira vez como jurado desde que recentemente se tornou cidadão americano, depois de residir no país por três décadas. Ele escreveu uma carta ao juiz expressando insatisfação com a duração da sentença. O jurado disse que "o fatco de Turner ter fugido depois de dois estudantes de pós-graduação de Stanford o verem em cima de uma mulher imóvel" era uma evidência convincente, junto com a incoerência da mensagem de que Doe deixou ao namorado antes de conhecer Brock. O jurado acreditou que esta era uma evidência muito forte "de que Turner deveria saber que ela não estava capaz de dar consentimento".

### Declarações da família e amigos de Turner
A 4 de junho, Michele Dauber publicou uma carta escrita por Dan Turner, pai de Brock, pedindo clemência para o seu filho, argumentando que a punição era um "preço alto a pagar por 20 minutos de ação nos seus mais de 20 anos de vida." A carta gerou indignação e foi citada como um exemplo da prevalência da cultura de violação.
Dauber também divulgou, novamente via Twitter, uma carta escrita por Leslie Rasmussen, uma amiga de infância de Turner, que defendia Turner e culpava o consumo de álcool e as universidades por se anunciarem como "escolas partidárias". A carta foi recebida com mais críticas. A publicação da sua carta, na qual ela também dizia que Brock vinha de “uma família respeitável”, levou ao cancelamento dos compromissos da sua banda (Good English). Rasmussen logo renunciou à carta, escrevendo no Facebook: “Não reconheci com força suficiente a gravidade do crime de Brock e o sofrimento e a dor que a sua vítima suportou e, por essa falta de reconhecimento, lamento profundamente." 
Escrevendo ao tribunal e recomendando contra a prisão, a juíza Margaret M. Quinn de Oakwood, Ohio, amiga da família Turner e Procuradora Federal aposentada, também culpou o álcool pela agressão, minimizando a culpabilidade de Turner. "Ele cometeu um erro ao beber excessivamente a ponto de não conseguir perceber totalmente de que a sua nova conhecida estava tão embriagada. Eu sei que Brock não foi àquela festa com a intenção de magoar, seduzir ou dominar ninguém."
O caráter de Brock foi defendido por pelo menos 39 pessoas, incluindo a sua ex-namorada, que disse que ele nunca a pressionou  e que era gentil, amoroso e respeitoso.

### Declarações da família de Doe
A sua irmã, Tiffany,  (referida pela polícia na época como "Jane Doe 2")  escreveu uma carta dizendo "uma parte inteira do meu coração foi permanentemente quebrada" pela agressão, pelo longo processo, e a falha de Turner em assumir a responsabilidade pelas suas ações.

### Relatórios policiais
O Departamento de Segurança Pública da Universidade de Stanford forneceu a resposta inicial e a investigação. Uma denúncia de crime foi apresentada no Tribunal Superior da Comarca de Santa Clara a 28 de janeiro de 2015.
A história foi divulgada ao público pela primeira vez pelo The Fountain Hopper, um boletim informativo anónimo do campus, depois de uma linha do boletim policial despertar o interesse dos seus editores.
Turner teve um encontro anterior com a lei no campus, a 11 de novembro de 2014, quando, ainda menor de idade, foi apanhado pela polícia da Universidade de Stanford por posse de latas de cerveja a 11 de novembro de 2014. Ele também foi citado por posse de uma carteira de motorista falsificada de Ohio. Além disso, após relatórios subsequentes divulgados sobre o incidente de agressão sexual de 18 de janeiro de 2015, outra mulher relatou que Turner tinha feito avanços físicos indesejáveis semelhantes em direção a ela numa festa Kappa Alpha a 9 de janeiro de 2015.

## Prisão e consequências
Turner foi libertado da prisão do condado de Santa Clara a 2 de setembro de 2016, após cumprir três meses da sua sentença de seis meses.  Os agentes penitenciários que o mantiveram sob custódia protetora deram a Turner um pacote de cartas de ódio que se acumularam durante a sua estadia quando ele saiu da prisão. 
De acordo com os termos da sua libertação, Turner foi obrigado a morar com os seus pais em Sugarcreek Township, Ohio,  onde se registaria como agressor sexual. Ele foi colocado num período de liberdade condicional de três anos com supervisão recíproca através do Gabinete do Xerife do Condado de Greene, Ohio. As condições de liberdade condicional incluíam a abstenção de drogas e álcool durante esse período.
No dia da sua libertação, os pais de Turner contactaram a polícia, expressando preocupação com o facto de os manifestantes serem um perigo para sua segurança. No dia seguinte à sua libertação, manifestantes reuniram-se na calçada em frente à casa da sua família em Ohio, vários deles usando armas e afiliados a um grupo anarquista que organiza regularmente protestos armados em Ohio. 
Hoje ele usa o seu nome do meio, Allen, tendo abandonado o seu primeiro nome, Brock. 

## Recurso manteve condenação
No momento da sua condenação, foi relatado que o recurso legal de Turner seria conduzido pelo advogado Dennis Riordan, que representou o ex-jogador de beisebol Barry Bonds num caso de perjúrio. Riordan esteve presente no tribunal na quinta-feira, 2 de junho, com o advogado inicial de Turner, Michael Armstrong.
Em dezembro de 2017, Turner pediu que a sua sentença fosse anulada, que a condição de se registar como agressor sexual para sempre fosse cancelada, e que lhe fosse concedido um novo julgamento, pois o Procurador reinvidicou que a agressão ocorreu atrás de um caixote do lixo, mas a vítima foi encontrada atrás de um recinto de caixotes do lixo. Turner também argumentou que deveria ser dada ao júri a opção de considerar acusações criminais menos sérias e que deveria ter tido o direito de chamar testemunhas que comprovassem o seu carácter. Argumentos orais foram dados a 28 de junho de 2018 em San Jose.
A 8 de agosto de 2018, Turner perdeu o recurso para anular a sua condenação.   Ele teria tentado argumentar que pretendia ter relações sexuais externas, e não relações sexuais, com a sua vítima. Os Tribunais de Apelo da Califórnia não foram persuadidos e concluíram que o curso de ação apropriado seria exigir que Turner se registasse como agressor sexual para o resto da vida.

## Legado

### Legislação da Califórnia
A indignação pública com a sentença no caso Turner levou o Legislativo do Estado da Califórnia a aprovar dois projetos de lei que mudariam a lei estadual da Califórnia sobre agressão sexual. O projeto de lei 701 da Assembleia ampliaria a definição de violação da Califórnia para incluir a penetração digital e peniana. O Projeto de Lei 2888 da Assembleia (escrito pelo Procurador Distrital Jeff Rosen) estabeleceria uma sentença de prisão mínima obrigatória de três anos para agressão sexual de uma pessoa inconsciente ou embriagada. (Anteriormente, a lei da Califórnia previa uma sentença de prisão mínima obrigatória quando um réu usa a força, mas não previa uma sentença mínima obrigatória quando a vítima estava inconsciente ou incapacitada e incapaz de resistir).     
As versões finais do A.B. 2888 e A.B. 701 foram aprovadas por unanimidade pela legislatura da Califórnia.    Posteriormente, ambos os projetos foram para a mesa do governador Jerry Brown.   Os projetos foram sancionados a 30 de setembro de 2016. 
Depois de essas leis serem promulgadas, a lei estadual anterior a 2016 continuou a prever que quando a prisão estadual for imposta por violação (quando a vítima não é menor) ou por crime de penetração sexual quando a vítima for "impedida de resistir por qualquer substância intoxicante ou anestésica", a pena de prisão é de "três, seis ou oito anos".  

### Definição de violação nos manuais
A segunda edição do livro didático de justiça criminal Introdução à Justiça Criminal (ISBN 9781506347721 ), da Universidade do Colorado, Denver, professoras Callie Marie Rennison e Mary Dodge, usa a foto de Turner como foto acompanhante na entrada que define violação.   De acordo com a legenda abaixo da foto de Turner, que aparece na página 20 , no topo da secção do livro sobre "violação":
Brock Turner, um estudante de Stanford que violou e agrediu uma estudante inconsciente atrás de uma lixeira numa festa de fraternidade, foi recentemente libertado da prisão depois de cumprir pena de apenas três meses. Alguns ficam chocados com o quão curta é esta frase. Outros que estão mais familiarizados com a forma como a violência sexual tem sido tratada no sistema de justiça criminal ficam chocados por ele ter sido considerado culpado e cumprido qualquer pena. O que é que você acha?  
O livro foi publicado em janeiro de 2017.  Em setembro de 2017, uma imagem da página circulou amplamente nas redes sociais.  Rennison, que recebeu o Prêmio Bonnie S. Fisher de Carreira em Vitimologia em 2016, explicou em referência à sua aceitação desse prémio que o livro é a sua tentativa de mudar o diálogo sobre as vítimas do crime e seus perpetradores dentro da comunidade de justiça criminal, dizendo: 
Os livros existentes sobre justiça criminal concentram-se em três elementos: polícia, tribunais e penitenciárias. Falam pouco sobre as vítimas, reflectindo como elas têm estado efectivamente nas sombras do nosso sistema de justiça criminal. No nosso livro, as vítimas estão na frente e no centro, com igual ênfase como policiais, tribunais e penitenciárias. Esta é a maneira que devia ser. 

### Lei e Ordem: Unidade de Vítimas Especiais
A décima oitava temporada do programa de televisão Law & Order: Special Victims Unit destacou o caso People v. Turner, no episódio intitulado "Rape Interrupted".  O episódio, que foi influenciado pelo caso,  teve a participação especial de Anthony Edwards como o Sargento Patrick Griffin, o primeiro parceiro de Benson fora da Academia. O filho de Griffin é o suspeito numa investigação de violação que coloca Benson em conflito com Griffin e o assistente do Procurador. 
A produtora executiva Julie Martin disse ao The Huffington Post: "É um fenómeno. Infelizmente, houve vários casos como este durante a primavera e o verão." Mariska Hargitay, atriz que interpreta a Sargento Olivia Benson na série, ponderou se um caso semelhante aconteceria no programa de televisão: "Como se eu fosse a detetive daquele caso? Poderia ser curativo para alguém ver o que deveria acontecer. [Ver] justiça", continuou Hargitay, "Se um juiz faria uma frase diferente. Sabe, é uma cura para as pessoas verem a coisa certa, a coisa certa acontecer." 

### Livro de Chanel Miller
Em setembro de 2019, Chanel Miller revelou que ela era a "Emily Doe" no caso e lançou um livro intitulado Know My Name: A Memoir (em Portugal, Este é o meu Nome, Aurora Editora, 2024) a 4 de setembro de 2019. Ela começou a trabalhar no livro em 2017, como uma tentativa de reapropriar a sua identidade narrativa e descrever o trauma pelo qual passou, após ser referida na imprensa como "mulher intoxicada inconsciente". A autora discute a sua experiência com a agressão e o julgamento, bem como como ela tem lidado com a situação desde então. Através da pesquisa para o trabalho, Miller examinou transcrições judiciais e depoimentos de indivíduos envolvidos nos processos judiciais – materiais que ela não conseguiu ter acesso durante o julgamento de Brock Turner.
O livro foi publicado inicialmente pela Viking Books, através dos esforços da editora-chefe da editora, Andrea Schulz. Schulz agiu rapidamente após ser contactada pela agente literária de Miller, Philippa Brophy. Schulz trabalhou para adquirir os direitos do livro por causa da habilidade de escrita de Miller e do seu relato convincente. No mesmo mês da publicação do livro, Miller foi entrevistada no programa 60 Minutes da CBS News, onde leu a sua declaração original de impacto da vítima.
A congressista norte-americana Jackie Speier, ela própria uma conhecida vítima,  que coordenou o movimento de junho de 2016 no Congresso para ler abertamente o texto da declaração da vítima de Miller à Câmara dos Representantes dos Estados Unidos,  chamou o livro de "um poderoso exemplo de como podemos superar as adversidades." A professora de direito de Stanford, Michele Dauber, comentou: "Quando as pessoas lerem o seu livro, ficarão impressionadas com ela. Ficarão convencidas de que o juiz Persky e a Universidade de Stanford se comportaram muito mal."
Depois de Miller tomar a decisão de divulgar o seu nome verdadeiro ao público, a Universidade de Stanford divulgou um comunicado: "Aplaudimos a bravura da Sra. Miller em falar publicamente sobre a provação que ela passou e o ato horrível que sofreu no nosso campus. Como universidade, continuamos os nossos esforços para prevenir e responder eficazmente à violência sexual, com o objetivo final de erradicá-la da nossa comunidade."